# Komae
Komae (jap. 狛江市 Komae-shi) – miasto w Japonii, na wyspie Honsiu, w prefekturze metropolitarnej Tokio, nad rzeką Tama. Ma powierzchnię 6,39 km². W 2020 r. mieszkało w nim 84 807 osób, w 42 493 gospodarstwach domowych  (w 2010 r. 78 825 osób, w 39 093 gospodarstwach domowych).
Komae otrzymało prawa miejskie 1 października 1970 roku.